# 785
785(칠백팔십오)는 784보다 크고 786보다 작은 자연수다.

## 수학
- 합성수로, 그 약수는 1, 5, 157, 785다. 진약수의 합은 163이므로, 785는 부족수다.
- 피타고라스 삼조의 빗변의 길이이다.
  - {\displaystyle 56^{2}+783^{2}=785^{2}}[a]
  - {\displaystyle 273^{2}+736^{2}=785^{2}}[b]
- {\displaystyle 785=16^{2}+23^{2}}
- {\displaystyle 28^{4}-1}은 785로 나누어떨어진다.

## 과학
- NGC 785(영어판): 삼각형자리 방향에 있는 타원은하.

## 교통

### 철도
- 홋카이도 여객철도 785계 전동차(일본어판)

### 도로
- 현도 제785호선

## 군사
- 785 해군 항공대(영어판): 과거 존재한 영국의 해군 항공대.

## 문화유산
- 대한민국의 보물 제785호: 백자 청화운룡문 병

## 기타
- 연도: 785년, 기원전 785년
- 785 레코드(영어판): 미국의 레코드 레이블.